# ناظم زهاوی
ناظم زهاوی (۲ ژوئن ۱۹۶۷) یک عضو محافظه‌کار در مجلس بریتانیا است. او وزیر سابق آموزش بریتانیا و رئیس خزانه بود. او متولد بغداد و در خانوادەای کردتبار بە دنیا امدە‌است. در یازدە سالگی و در سال‌های ابتدایی به قدرت رسیدن صدام حسین، به همراه خانواده‌اش عراق را به مقصد بریتانیا ترک کردند.